# Girl House
Girl House es una película slasher canadiense del año 2014 dirigida por Trevor Matthews y escrita por Nick Gordon. Está protagonizada por Ali Cobrin y Slaine en los papeles de una mujer exhibida por Web-cam y un asesino psicópata enloquecido por las chicas. 

## Argumento
Kylie Atkins, una estudiante universitaria necesitada de dinero, decide unirse a una serie web de contenido porno producida por Gary Preston.  Aunque Preston le asegura que el sitio web y el lugar de transmisión son seguros, ella es atacada por un fan desquiciado conocido como Loverboy, quien dejándose llevar por sus instintos desencadena resultados mortales en la casa. 

## Reparto
- Ali Cobrin como Kylie Atkins.
- Adam DiMarco como Ben Stanley.
- Slaine como Loverboy.
- James Thomas como Gary Preston.
- Camren Bicondova como Chica #1.

## Producción
Al director y productor Matthews se le ocurrió  la idea mientras intentaba encontrar un distribuidor para su cinta The Shrine.  Después de darse cuenta de que temas como la pornografía y la privacidad ofertada no habían sido tocados en una película slasher, reclutó a Gordon para escribir el guion.  La historia siempre fue importante para Matthews, y dijo que estaba muy entusiasmado con el proyecto cuando leyó el libreto de Gordon. A pesar de que era su primera película, Trevor Matthews afirmó que sus experiencias con producciones anteriores habían contribuido lo suficiente para que este paso fuera muy natural para él.  Jon Knautz inicialmente codirigió la película, pero pronto consiguió una oferta para dirigir otro proyecto.  Matthews le animó para tomar la oportunidad y finalmente acabó dirigiendo la película él mismo.
Es preciso afirmar que el director y productor estuvo ampliamente influenciado por Halloween, tanto que utilizó la estructura de la película como guía. No obstante, Girl House anidó un plus al género del horror y aclimató la consideración de los peligros informáticos: la cinta advierte sobre el intercambio en las redes sociales y el constante riesgo de la internet.
Slaine, quien asumió el papel del asesino, mencionó que la máscara era muy incómoda y que sólo podía ser puesta o retirada con ayuda.  Como resultado, la máscara tenía que permanecer durante largos períodos de tiempo durante la grabación. El actor intentó canalizar acontecimientos de su propia vida en su actuación para aumentar el impacto emocional y hacer que su personaje fuera más simpático.  Cobrin dijo que experimentó cierta inquietud sobre su papel, pero su afición por las películas slasher hizo más fácil el desarrollo del personaje.
El rodaje tuvo lugar en Kanata, Ontario.

## Estreno
Girl House fue estrenada en el Festival Internacional de Cine de Ottawa el 16 de octubre de 2014.  Lakeshore Records liberó la banda sonora a través de Tomandandy el 10 de febrero de 2015, y Entertainment One lanzó la película de vídeo el 13 de febrero de 2015.

## Recepción
Rotten Tomatoes informó que el 70% de los nueve críticos encuestados dieron a la película una revisión positiva; la calificación media fue de 5.3/10.  Frank Scheck de The Hollywood Reporter  escribió: "el director Trevor Matthews escenifica el caos violento con admirable habilidad, y el público objetivo de la película está obligado a sentirse razonablemente satisfecho."  Maitland McDonagh De Film Journal International escribió: "chicas universitarias que ganan algo de dinero extra trabajando en un sitio web porno son el blanco de un asesino psicópata en este thriller "habitual" pero hábilmente ejecutado que entretiene a los aficionados del género poco exigentes."  Michael Gingold de Fangoria le otorgó dos estrellas de cuatro y comentó sobre el contenido satírico de la película: "con demasiada frecuencia los cineastas recurren al juego de lo sensacional." Pat Torfe de Bloody Disgusting calificó 3.5 / 5 estrellas y escribió: "con un poco de interpretación fuerte de casi todos los involucrados, junto con un antagonista de miedo y algunos momentos realmente brutales que a los aficionados del gore les encantará, Girl House es sin duda una de las películas de terror más fuertes que he visto recientemente ". Scott Hallam de Dread Central le otorgó 3.5 / 5 estrellas a la cinta y escribió: "Para un debut como director, Trevor Matthews hace un trabajo fantástico. La película tiene buenas habilidades, está bien acelerada, y mantiene la atención del público en todo momento." Matt Donato de We Got This Covered calificó 3/5 estrellas y escribió: "Girl house es sólo otra película de terror a primera vista, pero con un fuerte final sangriento termina las cosas."  Brian Formo de IGN la valoró con 7 estrellas de 10 y escribió: "es un debut imperfecto, pero es prometedor."